# Umbria (huile d'olive)
Pour les articles homonymes, voir Umbria.

Logo Umbria DOP.

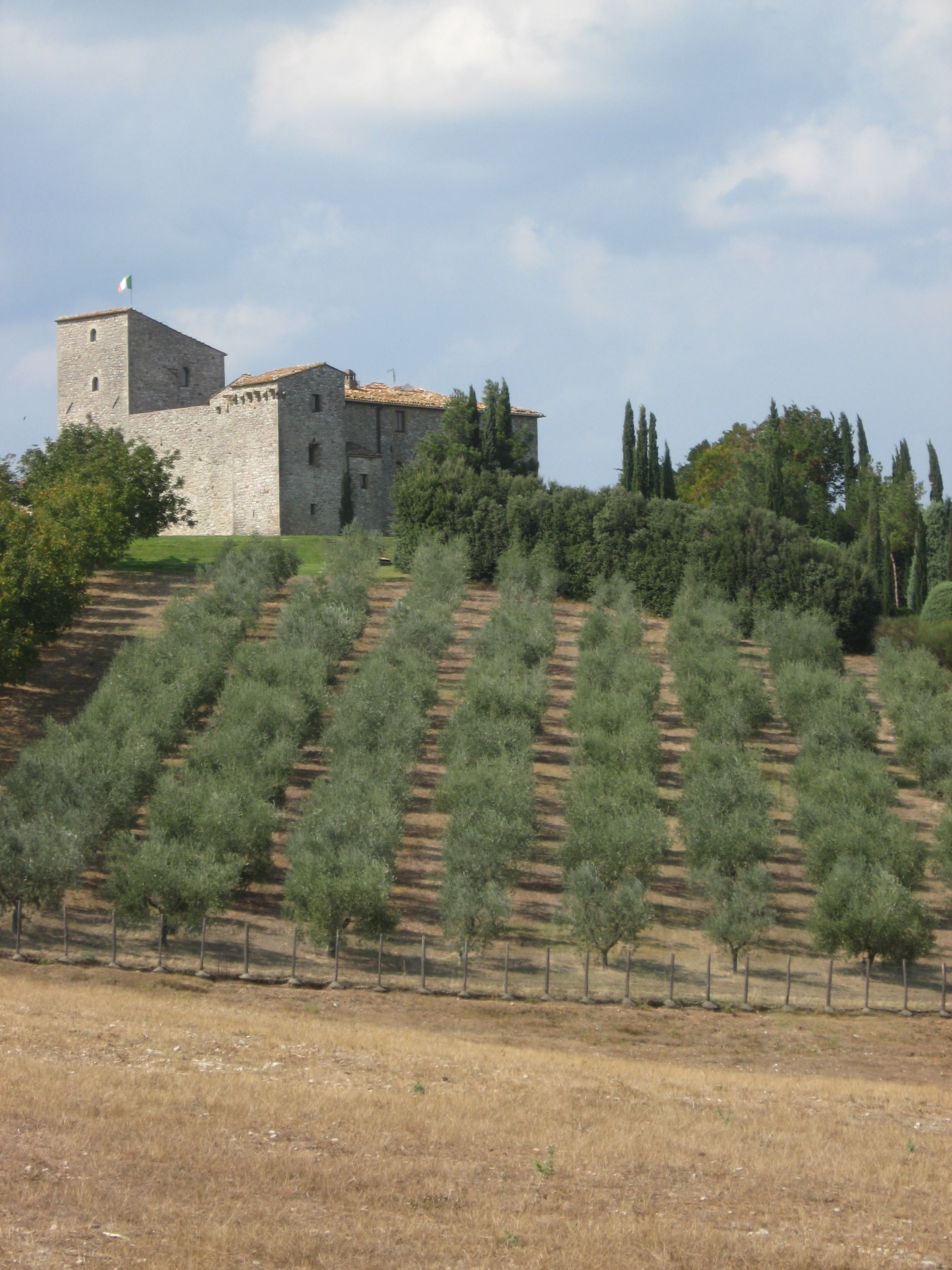
Oliveraie à Todi.

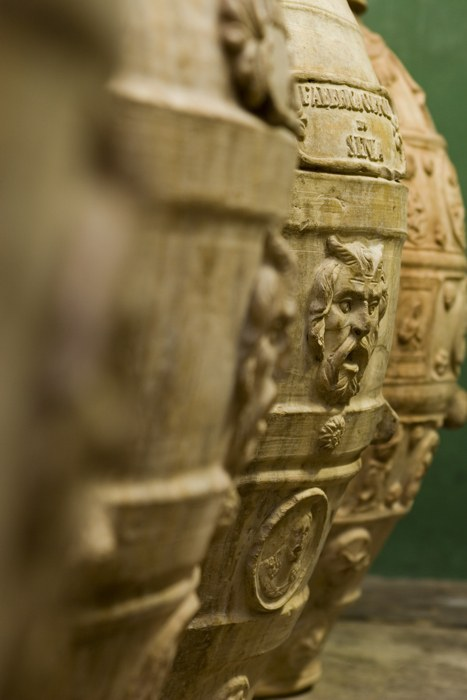
Antichi orci.

Umbria est le nom donné à une huile extravierge d'olive (en italien : olio extravergine di oliva) produite dans la région d'Ombrie.
Depuis le 24 novembre 1997, la dénomination Umbria est protégée au niveau européen par une appellation d'origine protégée (AOP).

## Historique
Comme dans beaucoup d'autres régions italiennes, l'oléiculture en Ombrie est une tradition très ancienne. Des fouilles archéologiques effectuées dans les communes d'Amelia, Montefalco et Terni ont mis au jour de nombreux vestiges d'outres et de pressoirs qui remontent au Ier siècle av. J.-C.. Le relief collinaire de l'aire de production, difficile d'accès aux engins mécanisés notamment à l'époque des récoltes, donne aux facteurs humains un rôle prédominant dans l'obtention d'une huile caractéristique de l'Ombrie.

## Aire géographique
Elle est située sur le territoire administratif des villes de la province de l'Ombrie.

## Méthode d'obtention
Elle est produite à partir d'olives saines de variétés Moraiolo, Leccino,  Frantoio,  Colli Martani, Rajo, Dolce Agocia, S. Felice, Colli del Trasimento et  Colli Armerini. Récoltée avant le 15 janvier de chaque année, sa production ne peut être supérieur à 6 500 kg/ha   avec un rendement en huile de 21 % maximum. Pour l'extraction de l'huile, seuls sont admis des procédés mécaniques et physiques permettant de produire des huiles conformes aux caractéristiques originales du fruit.

## Appellations
À l'intérieur de l'aire géographique, cinq zones - aux caractéristiques organoleptiques chaque fois différents de la DOP principale - peuvent ajouter une mention géographique qui suit Umbria.
Elles sont appelées : Colli Assisi-Spoleto, Colli Martani, Colli Amerini, Colli del Trasimeno et Colli Orvietani. Les étiquetages donnent les dénominations suivantes :
- Umbria
- Umbria Colli Assisi-Spoleto
- Umbria Colli Martani
- Umbria Colli Amerini
- Umbria Colli del Trasimeno
- Umbria Colli Orvietani